# Schaapmarktplein
Het Schaapmarktplein is een plein in de binnenstad van de stad Sneek.
Voorheen werd het plein in tweeën gesplitst doordat het Grootzand doorliep tot aan de Neltjeshaven. De Neltjeshaven (een sluis) vormde de verbinding tussen het Grootzand en de Franekervaart en is nu bebouwd. De oostzijde van het plein heette voorheen Koormerckt en de westzijde had de naam Nieuwen Oort. Aan deze straat bevond zich de woning van het geslacht Noyon. Het plein dankt haar naam aan de latere schapenmarkt, tegenwoordig is het plein niet meer als zodanig in gebruik.
Op het plein staat een standbeeld van mr. Pieter Sjoerds Gerbrandy, de uit het nabijgelegen Goënga afkomstige minister-president van Nederland tijdens de Tweede Wereldoorlog. Het beeld is gemaakt door Maria van Everdingen en is uit piëteit 10 centimeter langer dan Gerbrandy in werkelijkheid was. Op het plein staat bovendien een groot schaakspel.